# 10967 Billallen
A 10967 Billallen (ideiglenes jelöléssel 4349 T-1) a Naprendszer kisbolygóövében található aszteroida. Cornelis Johannes van Houten,  Ingrid van Houten-Groeneveld és Tom Gehrels fedezte fel 1971. március 26-án.